# Justicia ovata
Justicia ovata là một loài thực vật có hoa trong họ Ô rô. Loài này được (Walter) Lindau mô tả khoa học đầu tiên năm 1900.